# DDR-Oberliga 1965/66
In 1965/66 werd het zeventiende seizoen van de DDR-Oberliga gespeeld, de hoogste klasse van de DDR. FC Vorwärts Berlin werd kampioen. De competitie duurde van 14 augustus 1965 tot 14 mei 1966.

## Oprichting voetbalclubs

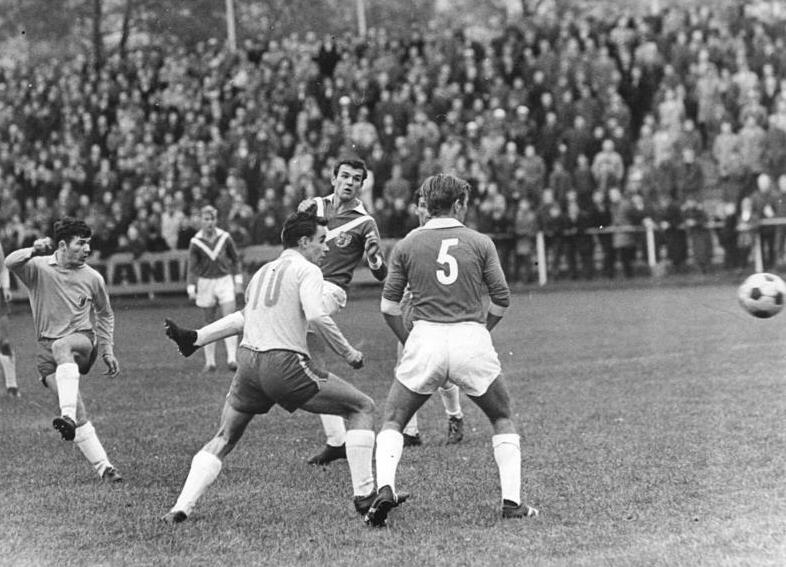
Enkele weken voor de naamswijzigingen: SC Leipzig tegen SC Empor Rostock.

Om de prestaties van de voetbalsport in de DDR te bevorderen werd er besloten om de voetbalafdelingen van de sportclubs zelfstandig te maken in een FC. Op de voetbalafdeling van TSC Berlin na speelden alle toekomstige FC's al in de Oberliga. Maar niet alle sportclubs kregen een SC. De teams uit Potsdam, Cottbus, Neubrandenburg en Dresden verloren hun sportclub. De meeste gingen over in een BSG. Voor Dresden werd het SG Dynamo Dresden, dat nooit een sportclub was maar wel dezelfde status kreeg als een FC. Hieronder een overzicht van de wijzigingen.
| Oude sportclub                                                                          | nieuwe voetbalclub       |
| --------------------------------------------------------------------------------------- | ------------------------ |
| ASK Vorwärts Berlin                                                                     | FC Vorwärts Berlin       |
| SC Motor Jena                                                                           | FC Carl Zeiss Jena       |
| SC Leipzig                                                                              | 1. FC Lokomotive Leipzig |
| SC Empor Rostock                                                                        | FC Hansa Rostock         |
| SC Karl-Marx-Stadt                                                                      | FC Karl-Marx-Stadt       |
| SC Dynamo Berlin                                                                        | Berliner FC Dynamo       |
| SC Chemie Halle                                                                         | Hallescher FC Chemie     |
| SC Turbine Erfurt                                                                       | FC Rot-Weiß Erfurt       |
| SC Aufbau Magdeburg *                                                                   | 1. FC Magdeburg          |
| * SC Aufbau Magdeburg nam kort voor de oprichting van de FC's de naam SC Magdeburg aan. |                          |

## Seizoensverloop

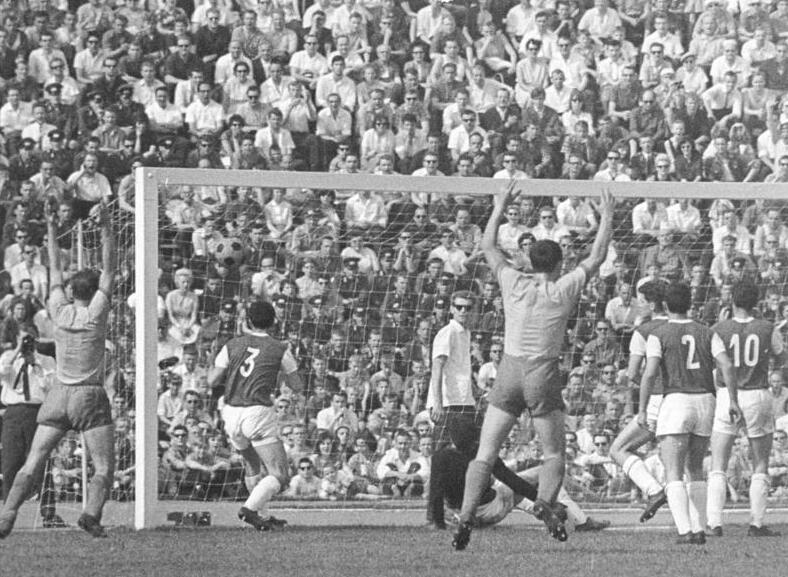
Jürgen Nöldner scoort de 1:0 tegen Jena op de laatste speeldag.

De beslissing om de titel mondde uit in een spannend einde toen leider Carl Zeiss Jena in een directe confrontatie het moest opnemen tegen Vorwärts Berlin dat evenveel punten telde, maar tweede stond. Voor 30.000 toeschouwers won Vorwärts met 2:0 van Jena en verdedigde zo de titel. Jena dat bijna de gehele terugronde op de eerste plaats stond moest net zoals vorig jaar genoegen nemen met een tweede plaats.
Achter hen eindigden Lokomotive Leipzig en Hansa Rostock die zich voor de respectievelijke derde en vijfde keer op rij in de top vijf nestelden. De kampioen van 1964, BSG Chemie Leipzig had een slechte terugronde en kwam bijna in degradatiegevaard. De club won wel de beker.
De degradatiestrijd werd al op de voorlaatste speeldag beslecht. Bekerwinnaar van 1964 en 1965 Magdeburg en promovendus Erfurt degradeerden. De beste BSG was Wismut Aue, dat zesde werd en na de heenronde nog op de laatste plaats stond.
Er kwamen 1.885.700 toeschouwers naar de 182 Oberligawedstrijden, wat neerkomt op 10.361 per wedstrijd.

### Eindstand
|     | Club                     | Wed | W  | G | V  | Saldo | Ptn |
| --- | ------------------------ | --- | -- | - | -- | ----- | --- |
| 1.  | FC Vorwärts Berlin (K)   | 26  | 15 | 4 | 7  | 44:27 | 34  |
| 2.  | FC Carl Zeiss Jena       | 26  | 14 | 4 | 8  | 45:24 | 32  |
| 3.  | 1. FC Lokomotive Leipzig | 26  | 13 | 2 | 11 | 50:41 | 28  |
| 4.  | FC Hansa Rostock         | 26  | 11 | 6 | 9  | 41:34 | 28  |
| 5.  | SG Dynamo Dresden        | 26  | 11 | 6 | 9  | 34:31 | 28  |
| 6.  | BSG Wismut Aue           | 26  | 11 | 6 | 9  | 33:33 | 28  |
| 7.  | FC Karl-Marx-Stadt       | 26  | 12 | 4 | 10 | 29:33 | 28  |
| 8.  | BSG Chemie Leipzig       | 26  | 9  | 8 | 9  | 32:32 | 26  |
| 9.  | Berliner FC Dynamo       | 26  | 11 | 3 | 12 | 42:32 | 25  |
| 10. | BSG Motor Zwickau        | 26  | 9  | 6 | 11 | 28:35 | 24  |
| 11. | Hallescher FC Chemie (N) | 26  | 7  | 9 | 10 | 26:33 | 23  |
| 12. | BSG Lokomotive Stendal   | 26  | 10 | 2 | 14 | 36:49 | 22  |
| 13. | FC Rot-Weiß Erfurt (N)   | 26  | 8  | 3 | 15 | 26:42 | 19  |
| 14. | 1. FC Magdeburg (B)      | 26  | 7  | 5 | 14 | 19:39 | 19  |

| (K) | Titelverdediger            |
| (B) | Bekerwinnaar vorig seizoen |
| (N) | Gepromoveerd               |

## Topschutters
Er vielen 485 goals wat neerkomt op 2,66 per wedstrijd. De hoogste zeges waren 5:0 wat vier keer voorkwam.
|    | Speler           | Club                     | Goals |
| -- | ---------------- | ------------------------ | ----- |
| 1. | Henning Frenzel  | 1. FC Lokomotive Leipzig | 22    |
| 2. | Horst Begerad    | FC Vorwärts Berlin       | 13    |
| 3. | Bernd Bauchspieß | BSG Chemie Leipzig       | 12    |
| 4. | Gerd Backhaus    | BSG Lokomotive Stendal   | 10    |

## Voetballer van het jaar
Jürgen Nöldner van Vorwärts Berlin werd verkozen tot voetballer van het jaar. Dieter Erler van FC Karl-Marx-Stadt werd tweede en Herbert Pankau van Hansa Rostock werd derde.

## Europese wedstrijden
Europacup I
| Ronde | Team #1       | Tot.   | Team #2             | 1ste wed | 2de wed | 3de wed |
| ----- | ------------- | ------ | ------------------- | -------- | ------- | ------- |
| Q     | Waterford FC  | 1 - 12 | ASK Vorwärts Berlin | 1 - 6    | 0 - 6   | -       |
| 1R    | Górnik Zabrze | 3 - 3  | ASK Vorwärts Berlin | 2 - 1    | 1 - 2   | 3 - 1   |

Europacup II
| Ronde | Team #1            | Tot.      | Team #2        | 1ste wed | 2de wed |
| ----- | ------------------ | --------- | -------------- | -------- | ------- |
| 1R    | BSG Chemie Leipzig | 5 - 2     | Legia Warschau | 3 - 0    | 2 - 2   |
| 1/8   | BSG Chemie Leipzig | 2 - 2 (u) | Standard Luik  | 2 - 1    | 0 - 1   |

Jaarbeursstedenbeker
| Ronde | Team #1                  | Tot.  | Team #2                  | 1ste wed | 2de wed |
| ----- | ------------------------ | ----- | ------------------------ | -------- | ------- |
| 1R    | Djurgårdens IF           | 2 - 5 | 1. FC Lokomotive Leipzig | 1 - 3    | 1 - 2   |
| 2R    | 1. FC Lokomotive Leipzig | 2 - 1 | Club Luik                | 0 - 0    | 2 - 1   |
| 1/8   | 1. FC Lokomotive Leipzig | 4 - 3 | SL Benfica               | 3 - 1    | 1 - 2   |
| 1/4   | 1. FC Lokomotive Leipzig | 1 - 2 | Kilmarnock FC            | 1 - 0    | 0 - 2   |